# Brampton (Eden)
Brampton – wieś w Anglii, w Kumbrii, w dystrykcie (unitary authority) Westmorland and Furness. Leży 43 km na południowy wschód od miasta Carlisle i 379 km na północny zachód od Londynu. W latach 1870–1872 miejscowość liczyła 304 mieszkańców.